# (36802) 2000 SJ54
2000 SJ54 (asteroide 36802) é um asteroide da cintura principal. Possui uma excentricidade de 0.11822070 e uma inclinação de 3.35276º.
Este asteroide foi descoberto no dia 24 de setembro de 2000 por LINEAR em Socorro.